# Bradysia songxiana
Bradysia songxiana är en tvåvingeart som beskrevs av Yang, Zhang och Yang 1998. Bradysia songxiana ingår i släktet Bradysia och familjen sorgmyggor. Inga underarter finns listade i Catalogue of Life.